# Türkische Botschaft London

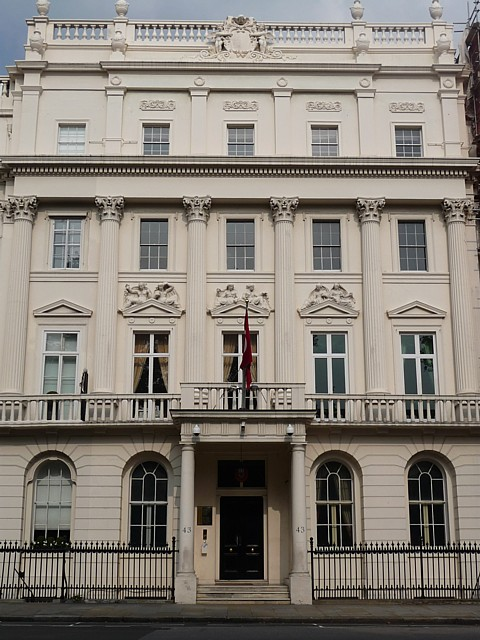
Botschaftsgebäude

Die Türkische Botschaft London (offiziell: Botschaft der Republik Türkei London; Türkiye Cumhuriyeti Londra Büyükelçiliği oder T.C. Londra Büyükelçiliği) ist die höchste diplomatische Vertretung der Republik Türkei im Vereinigten Königreich. Seit 2009 residiert Ünal Çeviköz als Botschafter der Republik Türkei in dem Botschaftsgebäude.

## Standort
Das Botschaftsgebäude befindet sich auf der Prachtstraße Belgrave Square 43, im Stadtteil Royal Borough of Kensington and Chelsea. 1901 übersiedelte die Botschaft von Bryanston Square 1 nach Portland Place 69 und 1954 zum heutigen Standort in die Belgrave Square 43.

## Geschichte
Gegen Ende des 18. Jahrhunderts beschloss das Osmanische Reich, Gesandte (mukim elçi) in europäische Länder zu entsenden. So wurde 1793 Yusuf Agâh Efendi als erster Gesandter nach London geschickt. Außer den Jahren zwischen 1914 und 1924 besteht die Botschaft seit 1793 bis heute. Die diplomatischen Beziehungen wurden aufgrund des Ersten Weltkrieges ausgesetzt und erst nach der Gründung der Republik Türkei am 2. September 1924 wieder aufgenommen.

## Zuständigkeitsbereich
Die Botschaft ist für Großbritannien, Nordirland, Isle of Man, Bailiwick of Jersey und Bailiwick of Guernsey zuständig. Die konsularischen Angelegenheiten für diese Gebiete werden seit 1923 durch das Generalkonsulat der Republik Türkei in London wahrgenommen.